# Bộ não trong thùng

Bộ não trong thùng tin rằng mình đang bơi thuyền.

Trong triết học, bộ não trong thùng (tiếng Anh: brain in a vat, viết tắt: BIV) là khái niệm được sử dụng trong một loạt các thí nghiệm tưởng tượng với mục đích tìm hiểu một số đặc trưng của tư tưởng chúng ta về kiến thức, thực tế, tâm trí, và ý nghĩa. Nó bắt nguồn từ những câu chuyện khoa học viễn tưởng, trong đó một bộ não bị bóc ra từ cơ thể người, lưu trữ trong một thùng có chất lỏng duy trì sự sống, và kết nối các tế bào thần kinh của nó với một siêu máy tính. Siêu máy tính này sẽ gửi các kích thích đến não như những gì bộ não thông thường nhận được. Như vậy, máy tính đã mô phỏng thực tế (bao gồm các phản ứng từ não bộ) và các kinh nghiệm tiếp theo bộ não thu được sẽ không liên quan gì tới thế giới thực.

## Sử dụng
Kịch bản "não trong thùng" là một luận cứ trong chủ nghĩa hoài nghi và thuyết duy ngã. Một bộ não khi đặt trong thùng và nhận được chính xác các xung như thể đang ở trong một cơ thể sống, đó là cách duy nhất não liên lạc với môi trường của nó. Từ quan điểm của não, nó không thể phân biệt được mình đang ở trong một hộp sọ hay một cái thùng. Do đó, não không thể biết được phần lớn niềm tin của nó là đúng hay sai (giả sử não cảm thấy đang ăn, nhưng các kích thích là từ một cơ thể hay từ các xung điện). Vì về nguyên tắc, không thể xác định mình có phải là não trong thùng, không đủ cơ sở để cho rằng bất kỳ niềm tin nào của mình là đúng. Một lập luận hoài nghi sẽ cho rằng con người không thể nào hiểu được chúng, đặt ra vấn đề về định nghĩa của tri thức. Các nhà triết học khác cũng dựa trên cảm giác và mối quan hệ của nó với ý nghĩa để đặt câu hỏi liệu bộ não trong thùng có thực sự bị đánh lừa hay không. Từ đó đặt ra những câu hỏi rộng hơn liên quan đến tri giác, siêu hình học và triết học ngôn ngữ.
Bộ não trong thùng là phiên bản hiện đại của ảo ảnh trong Phật giáo, "Hang động của Plato", "Trang Chu mộng hồ điệp" hay Suy ngẫm về Triết học Tiên khởi của René Descartes.
Gần đây, nhiều triết gia đương đại cho rằng thực tế ảo (VR) sẽ ảnh hưởng nghiêm trọng đến quyền tự chủ của con người như một hình thức của bộ não trong thùng. Nhưng có một quan điểm khác cho rằng VR sẽ không phá hủy cấu trúc nhận thức hoặc lấy đi sự kết nối của chúng ta với thực tế. Trái lại, VR sẽ cho chúng ta thêm nhiều mệnh đề mới, sự thấu hiểu mới và góc nhìn mới để khám phá thêm về thế giới.

## Tranh luận triết học
Bộ não lìa khỏi cơ thể (bộ não trong thùng) có thể coi là một thí nghiệm tưởng tượng hữu ích khi có một số cuộc tranh luận triết học nổ ra xoay quanh tính đáng tin của thí nghiệm này. Nếu kết quả của những cuộc tranh luận là thí nghiệm tưởng tượng này không đáng tin cậy, thì hóa ra chúng ta cũng không tới gần với tri thức, sự thật, ý thức, sự đại diện,... hơn trước khi thí nghiệm mấy.

### Tranh luận từ quan điểm sinh học
Lập luận phản bác lại thí nghiệm tưởng tượng BIV xuất phát từ ý tưởng cho rằng BIV không – và không thể nào – giống về mặt sinh học với bộ não gắn liền với cơ thể con người. Vì BIV không gắn liền với cơ thể con người nên không thể nào xem nó tương tự như bộ não đã gắn liền với cơ thể con người được. Giải thích rõ ràng hơn thì BIV thiếu các kết nối từ cơ thể đến não, điều này khiến cho BIV không có tính chất thần kinh hay sinh lý thần kinh tương tự như bộ não gắn liền với cơ thể. Nếu quả đúng như vậy thì chúng ta không thể nói rằng BIV có thể có những trải nghiệm tương tự như bộ não gắn liền với cơ thể, vì 2 bộ não không tương đương nhau. Tuy nhiên, lập luận này vẫn có thể bị phản biện nếu như có một cỗ máy giả định nào đó có thể tạo ra cơ thể giả để kết nối với BIV.

### Tranh luận dựa trên thuyết ngoại tại
Lập luận thứ hai đề cập trực tiếp đến các kích thích đi vào não. BIV là một bộ não nhận kích thích từ một cỗ máy. Tuy nhiên, với một bộ não gắn liền với cơ thể thì nó sẽ nhận kích thích từ thụ cảm (thông qua chạm, nếm, ngửi, v.v) tiếp nhận đầu vào từ môi trường bên ngoài. Lập luận này đôi khi dẫn đến kết luận rằng có sự khác biệt giữa những gì BIV đại diện và những gì bộ não gắn liền với cơ thể đại diện. Nhiều triết gia đã mổ xẻ cuộc tranh luận này nhưng vẫn chưa tìm ra câu trả lời. Những người đã tham gia tranh luận bao gồm Uriah Kriegel, Colin McGinn, và Robert D. Rupert. Bên cạnh đó cũng có nhiều phân nhánh cho các cuộc thảo luận triết học tâm trí (nhưng không bị giới hạn) về sự đại diện, ý thức, và nhận thức.